# Mohelnice nad Jizerou
Mohelnice nad Jizerou là một làng thuộc huyện Mladá Boleslav, vùng Středočeský, Cộng hòa Séc.